# Љубинић
Љубинић је насеље у градској општини Обреновац у граду Београду. Према најновијем попису становништва из 2011. године укупан број становника је 774, а број домаћинстава 238. Према попису из 2022. било је 639 становника (према попису из 1991. било је 1002 становника).
Насеље се помиње још од времена пре I српског устанка, а један од најзначајнијих житеља овог села је кнез Васа Велимировић који је био члан правитељствујушћег совјета од 1805. године.
У селу се налази црква, посвећена Светом великомученику Димитрију, изграђена 1936. године, на иницијативу тадашњег црквеног одбора.
Старешина села те године био је Светислав Бабић заједно са парохом Синишом Јовановићем, који је предложио изградњу цркве од прилога верника.
За ученике од првог до четвртог разреда у селу се налази истурено одељење основне школе „Грабовац".

## Демографија
У насељу Љубинић живи 685 пунолетних становника, а просечна старост становништва износи 41,7 година (40,3 код мушкараца и 43,2 код жена). У насељу има 257 домаћинстава, а просечан број чланова по домаћинству је 3,33.
Ово насеље је великим делом насељено Србима (према попису из 2002. године).
|  |

| Демографија | Демографија | Демографија |
| Година      | Становника  | Становника  |
| ----------- | ----------- | ----------- |
| 1948.       | 1.207       |             |
| 1953.       | 1.244       |             |
| 1961.       | 1.193       |             |
| 1971.       | 1.041       |             |
| 1981.       | 1.023       |             |
| 1991.       | 1.002       | 989         |
| 2002.       | 855         | 879         |
| 2011.       | 775         |             |

| Етнички састав према попису из 2002.‍ | Етнички састав према попису из 2002.‍ | Етнички састав према попису из 2002.‍ | Етнички састав према попису из 2002.‍ | Етнички састав према попису из 2002.‍ |
| ------------------------------------ | ------------------------------------ | ------------------------------------ | ------------------------------------ | ------------------------------------ |
|                                      |                                      |                                      |                                      |                                      |
| Срби                                 | Срби                                 |                                      | 812                                  | 94,97%                               |
| Роми                                 | Роми                                 |                                      | 37                                   | 4,32%                                |
| Хрвати                               | Хрвати                               |                                      | 1                                    | 0,11%                                |
| непознато                            | непознато                            |                                      | 5                                    | 0,58%                                |

| Година пописа     | 1948. | 1953. | 1961. | 1971. | 1981. | 1991. | 2002. |
| ----------------- | ----- | ----- | ----- | ----- | ----- | ----- | ----- |
| Број домаћинстава | 225   | 230   | 233   | 250   | 262   | 279   | 257   |

| Број чланова      | 1  | 2  | 3  | 4  | 5  | 6  | 7 | 8 | 9 | 10 и више | Просек |
| ----------------- | -- | -- | -- | -- | -- | -- | - | - | - | --------- | ------ |
| Број домаћинстава | 48 | 53 | 45 | 40 | 38 | 23 | 5 | 3 | 1 | 1         | 3,33   |

| Пол    | Укупно | Неожењен/Неудата | Ожењен/Удата | Удовац/Удовица | Разведен/Разведена | Непознато |
| ------ | ------ | ---------------- | ------------ | -------------- | ------------------ | --------- |
| Мушки  | 356    | 100              | 230          | 19             | 6                  | 1         |
| Женски | 360    | 49               | 219          | 84             | 7                  | 1         |
| УКУПНО | 716    | 149              | 449          | 103            | 13                 | 2         |

| Пол    | Укупно                    | Пољопривреда, лов и шумарство | Рибарство                            | Вађење руде и камена | Прерађивачка индустрија       |
| ------ | ------------------------- | ----------------------------- | ------------------------------------ | -------------------- | ----------------------------- |
| Мушки  | 234                       | 145                           | 0                                    | 0                    | 31                            |
| Женски | 213                       | 173                           | 0                                    | 0                    | 7                             |
| УКУПНО | 447                       | 318                           | 0                                    | 0                    | 38                            |
| Пол    | Производња и снабдевање   | Грађевинарство                | Трговина                             | Хотели и ресторани   | Саобраћај, складиштење и везе |
| Мушки  | 13                        | 12                            | 16                                   | 0                    | 8                             |
| Женски | 2                         | 1                             | 17                                   | 1                    | 1                             |
| УКУПНО | 15                        | 13                            | 33                                   | 1                    | 9                             |
| Пол    | Финансијско посредовање   | Некретнине                    | Државна управа и одбрана             | Образовање           | Здравствени и социјални рад   |
| Мушки  | 0                         | 4                             | 3                                    | 1                    | 0                             |
| Женски | 1                         | 1                             | 2                                    | 2                    | 4                             |
| УКУПНО | 1                         | 5                             | 5                                    | 3                    | 4                             |
| Пол    | Остале услужне активности | Приватна домаћинства          | Екстериторијалне организације и тела | Непознато            | Непознато                     |
| Мушки  | 1                         | 0                             | 0                                    | 0                    | 0                             |
| Женски | 1                         | 0                             | 0                                    | 0                    | 0                             |
| УКУПНО | 2                         | 0                             | 0                                    | 0                    | 0                             |